# Barton upon Irwell
Pour les articles homonymes, voir Barton.
Barton upon Irwell est une banlieue de Salford, dans le Grand Manchester, en Angleterre du Nord-Ouest (Royaume-Uni).